# Stadtmarkt (Augsburg)
Der Stadtmarkt Augsburg ist ein Markt für Lebensmittel und zugleich eine Sehenswürdigkeit in der Innenstadt von Augsburg. Er ist werktäglich geöffnet und besteht aus zwei großen Markthallen sowie im östlichen Teil überwiegend aus festen Marktständen. Der Bauernmarkt im westlichen Bereich des Stadtmarktes wird von Erzeugern aus der Augsburger Umgebung mit mobilen Ständen beschickt. Der Augsburger Stadtmarkt umfasst insgesamt eine Fläche von über 10.000 m². Begrenzt wird das Areal im Westen durch das ehemalige Gebäude des Stadtarchivs an der Fuggerstraße, im Norden durch das Parkhaus am Ernst-Reuter-Platz, im Osten durch mehrere Gebäude an der Annastraße sowie im Süden durch die Kirche St. Anna und den angrenzenden Annahof.
Insgesamt sind auf dem Augsburger Stadtmarkt 104 Geschäfte angesiedelt. Einige Händler betreiben ihren Marktstand als Filiale zu ihrem bestehenden Hauptgeschäft, was den Umstand erklärt, dass nicht alle Händler an jedem Markttag geöffnet haben.

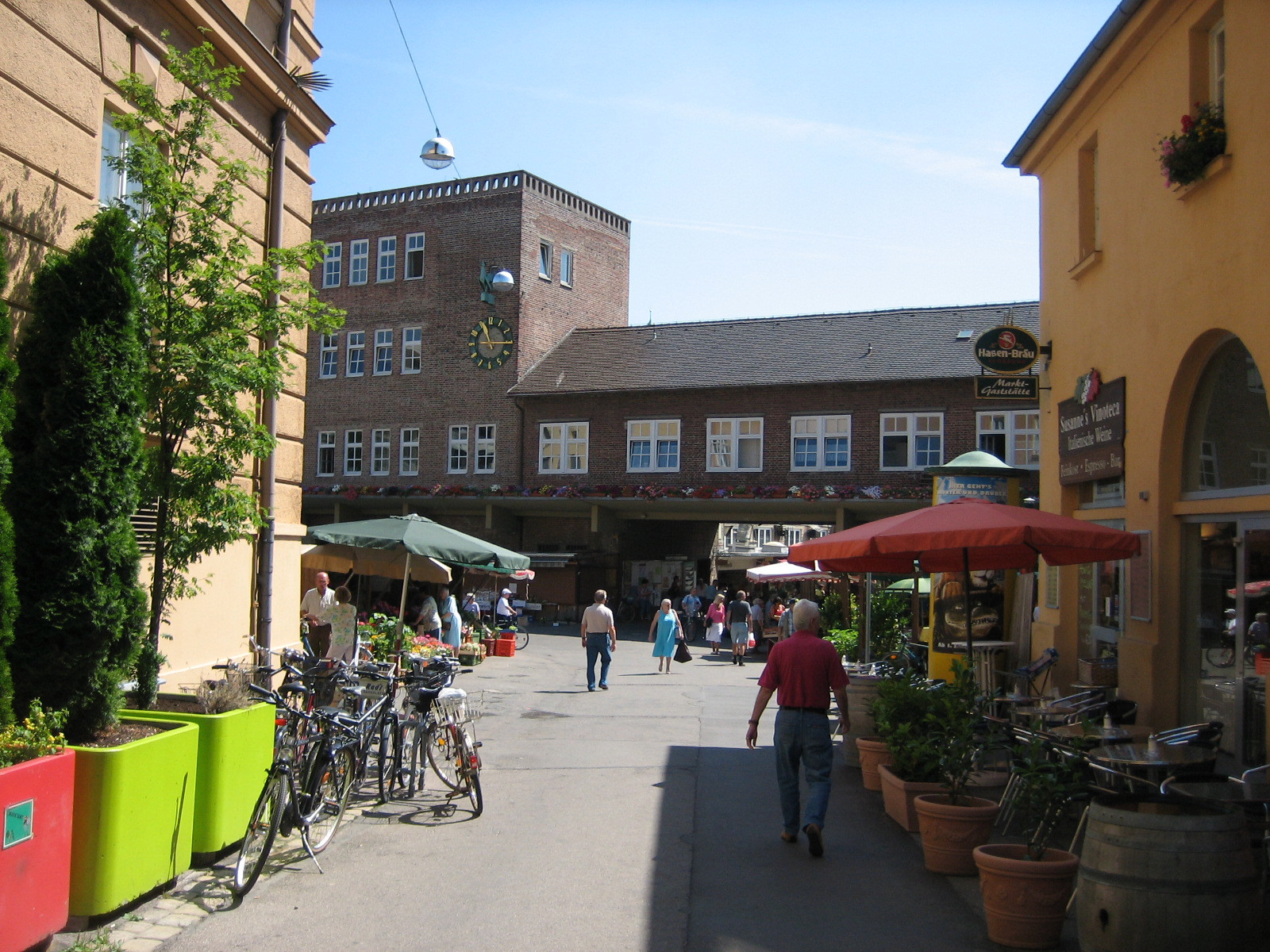
Blick von der Fuggerstraße in den Stadtmarkt

## Abteilungen auf dem Stadtmarkt

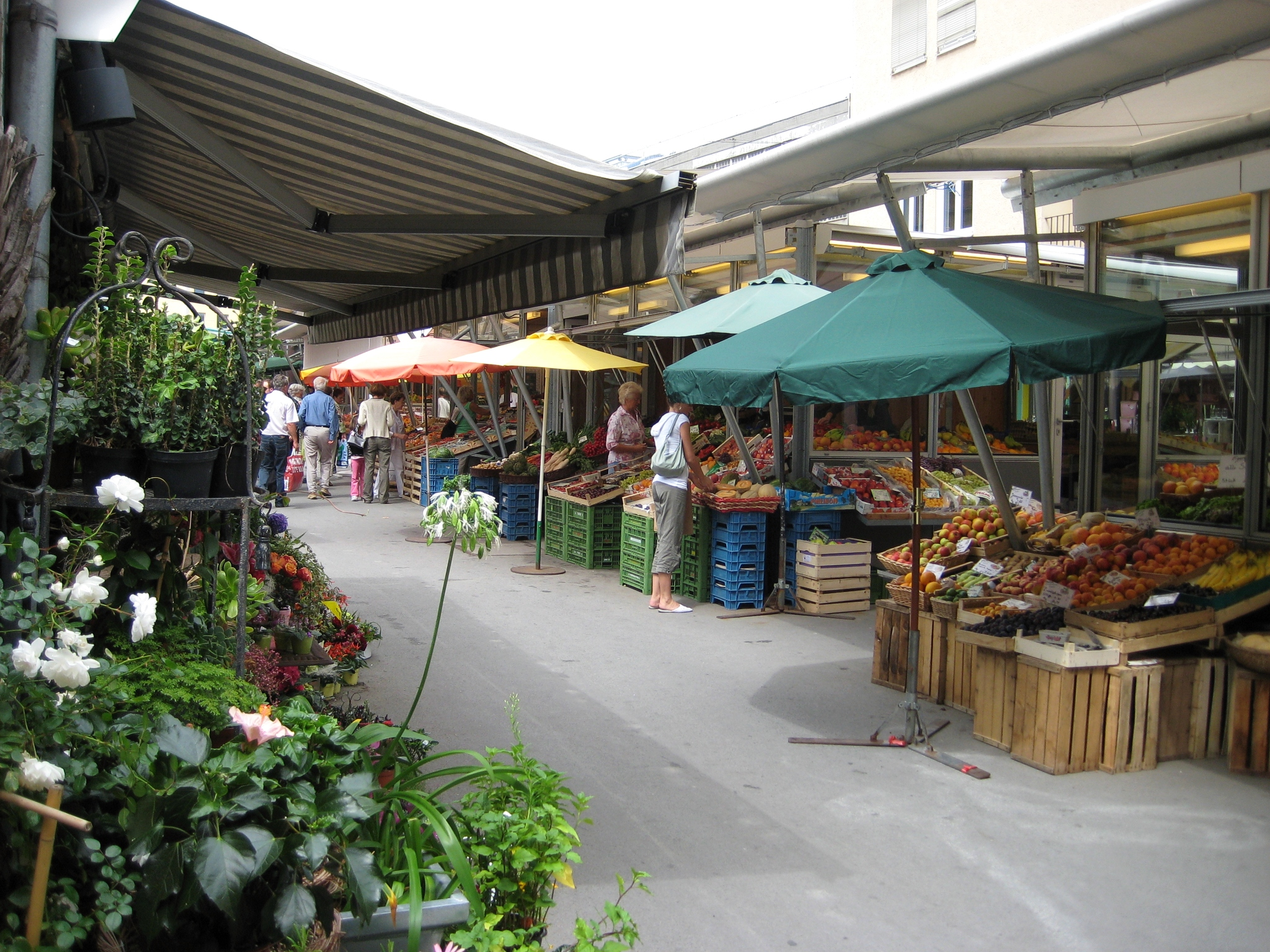
Außenbereich

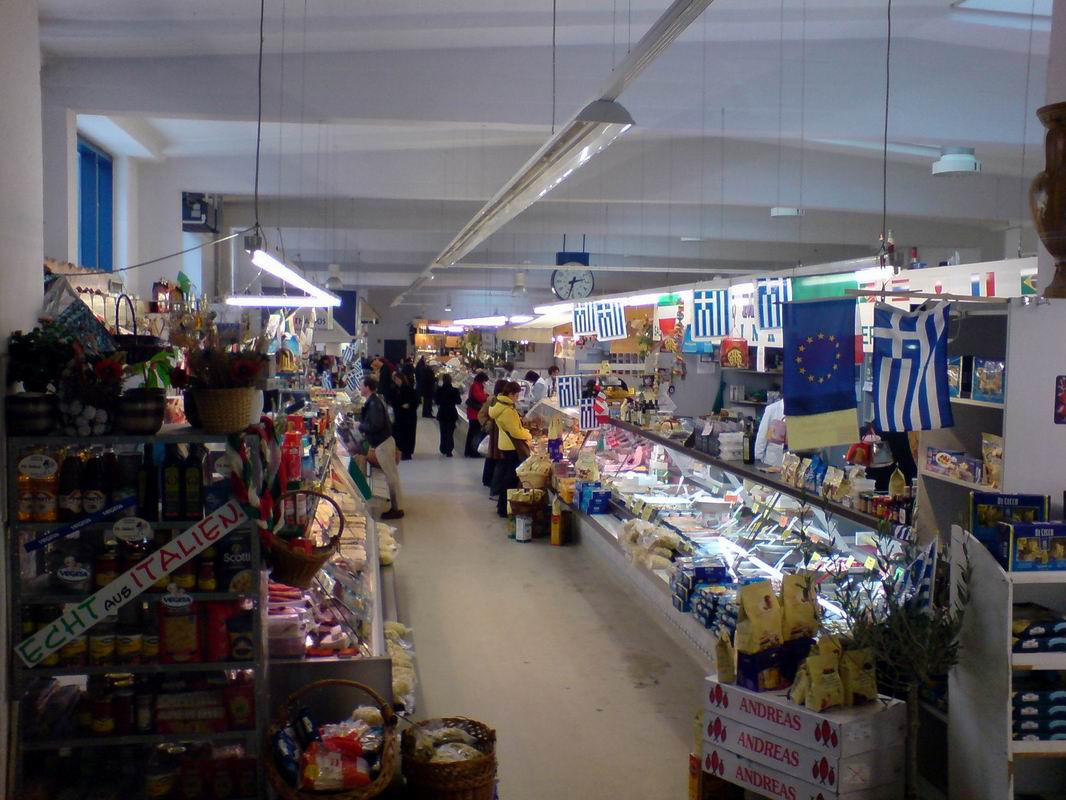
Viktualienhalle

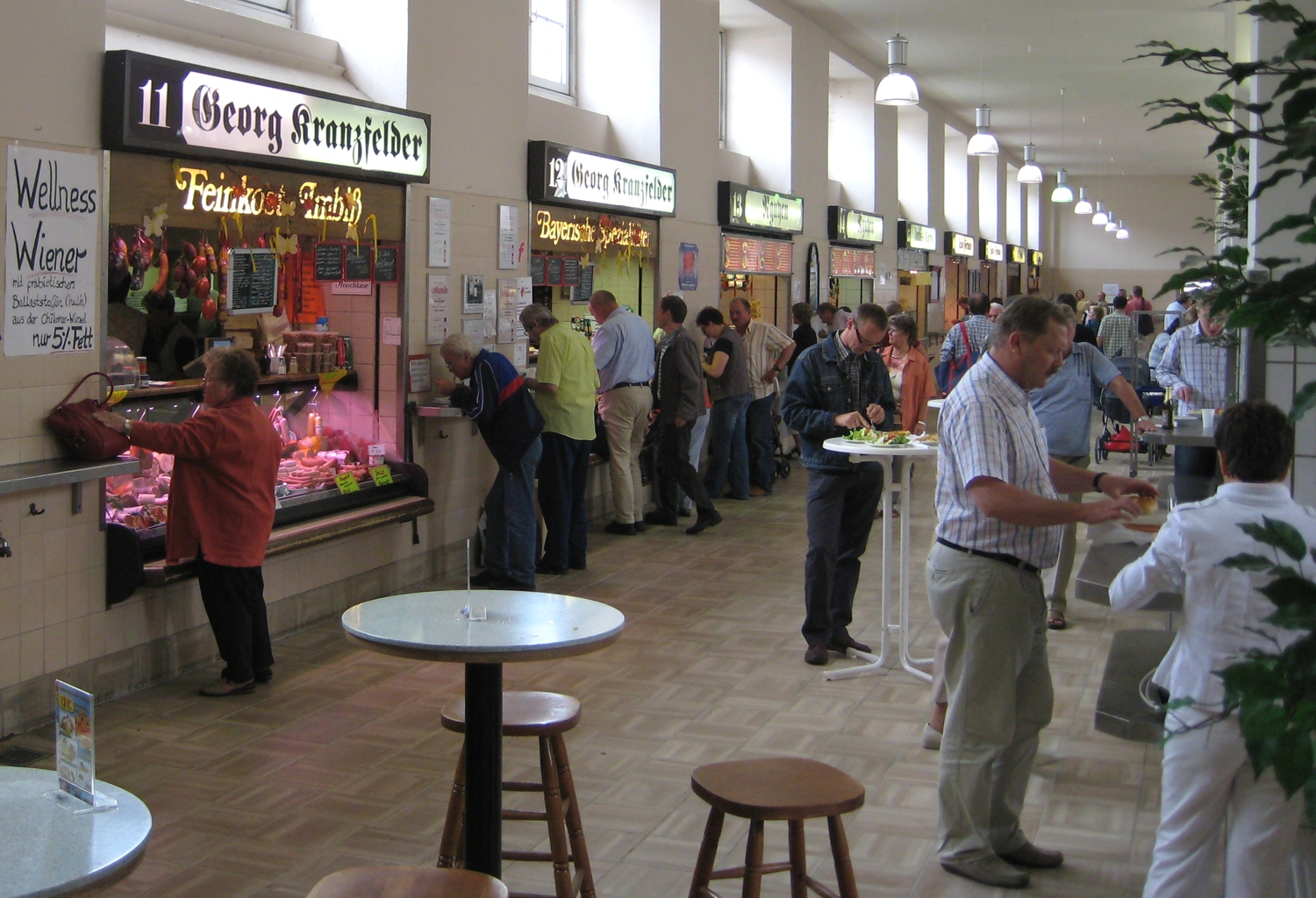
Fleischhalle

- Fleischhalle: In dem unterkellerten Backsteinbau bieten acht Metzger Fleisch- und Wurstwaren sowie schwäbische Gerichte als Imbiss an. Daneben gibt es auch einen asiatischen, einen griechischen und einen türkischen Stand sowie eine Milchbar. Zusätzlich beherbergt die Fleischhalle einen großen Kühlraum und Büros im ersten Stockwerk.
- Viktualienhalle: In dieser 1000 m² großen Halle aus dem Jahr 1929 können an den Theken von 13 Einzelhandelsgeschäften sowie an acht international ausgerichteten Imbissständen Viktualien aus aller Welt erstanden werden. Während der Pilzsaison findet hier auch an einem Wochentag eine kostenlose Pilzberatung statt, die der Pilzverein Augsburg e.V. betreut.
- Fischgasse: In diesem Bereich des Stadtmarktes befinden sich fünf Fisch- und Wildgeschäfte. Die Fische werden zum Teil in Frischwasserbecken lebend angeboten und können von den Marktkunden selbst ausgesucht werden. Neben dem Filialisten Nordsee hatte hier auch der seit 1650 in Augsburg beheimatete „Stadtfischer“ seinen Stand (Schließung: Frühjahr 2014, seitdem leerstehend). Fast allen Fischgeschäften ist ein Imbiss angeschlossen. Verschiedene Arten von Wildbret werden ebenfalls in dieser Abteilung angeboten.
- Bäckergasse: Bei insgesamt sechs Bäckern können die Besucher des Stadtmarktes frische Back- und Konditoreiwaren erwerben.
- Gemüsegasse: Einige der 15 Gemüsehändler in der Gemüsegasse des Stadtmarktes bieten Waren aus eigenem Anbau an. Hier gibt es auch frische Küchenkräuter als Schnittware oder in Töpfen zu kaufen.
- Obstgasse: Die hier ansässigen vier Obsthändler verkaufen nationale und internationale Waren je nach Saison.
- Blumengasse: Eine große Auswahl an Blumenangebot bieten die sieben Blumengeschäfte in der Blumengasse des Stadtmarktes.
- Außenbereich: Während der Sommermonate finden auf dem Gelände des Stadtmarktes immer wieder Freiluftveranstaltungen statt. Der Platz des Bauernmarktes kann hierfür bis zu einer Kapazität von 1200 Personen bestuhlt werden.
- Verwaltung: Für die Verwaltung des Marktes ist das Amt für Verbraucherschutz und Marktwesen der Stadt Augsburg zuständig. Standmieten werden je nach Art des Marktstandes jährlich, monatlich bzw. täglich berechnet. Das Amt legt fest, welche Waren angeboten werden dürfen, und ist bemüht, für eine Ausgewogenheit der verschiedenen Arten des Handels zu sorgen.

Die Marktgaststätte mit Außengastronomie ist die direkte Nachfolgerin der ehemaligen Garküche, die vor Eröffnung des Stadtmarktes 1930 in der Stadtmetzg beheimatet war.

## Geschichte

### Vorgeschichte
Bereits lange Zeit vor dem Stadtmarkt gab es in Augsburg zahlreiche dezentrale Märkte, auf denen die Händler ihre Geschäfte betrieben. Ein Teil dieser ehemaligen Marktstandorte spiegelt sich heute noch in Straßennamen wie Fischmarkt, Obstmarkt und Kesselmarkt wider. Weitere Märkte waren der bereits 1283 gegründete und in der Maximilianstraße gelegene Brotmarkt, der von den Bäckern aus der nahegelegenen Bäckergasse beschickt wurde. Ebenfalls in der Maximilianstraße befand sich der Ende des 15. Jahrhunderts aus der Grottenau umgesiedelte Weinmarkt. Ein Eiermarkt fand neben dem Börsengebäude rund um den Augustusbrunnen auf dem damaligen Ludwigsplatz (dem heutigen Rathausplatz) statt.

### Heutige Lage
Erste Planungen eines Zentralmarktes entstanden um 1874 mit der Eröffnung der Schrannenhalle in der Halderstraße. Doch erst mit dem 1925 zum Verkauf angebotenen Areal der 1820 errichteten Lotzbeck’schen Tabakfabrik wurde schließlich ein passendes Gelände gefunden. Am 1. Juni 1927 wurde der Kaufvertrag unterschrieben; der Kaufpreis für das 11.244 m² große Grundstück betrug 1,45 Millionen Reichsmark.
Nach umfassenden Umbaumaßnahmen, bei denen auch einige der alten Fabrikgebäude dem neuen Verwendungszweck angepasst werden konnten, fand am 8. Oktober 1930 die Eröffnung des Augsburger Stadtmarktes statt. Die Gesamtumbaukosten betrugen 2,7 Millionen Reichsmark.
Während des britischen Luftangriffs in der Nacht vom 25. auf den 26. Februar 1944 wurde der Stadtmarkt nahezu vollständig zerstört. Marktgebäude, Marktamt und Marktgaststätte brannten bis auf die Grundmauern nieder. Der Wiederaufbau fand schrittweise bis 1953 statt.

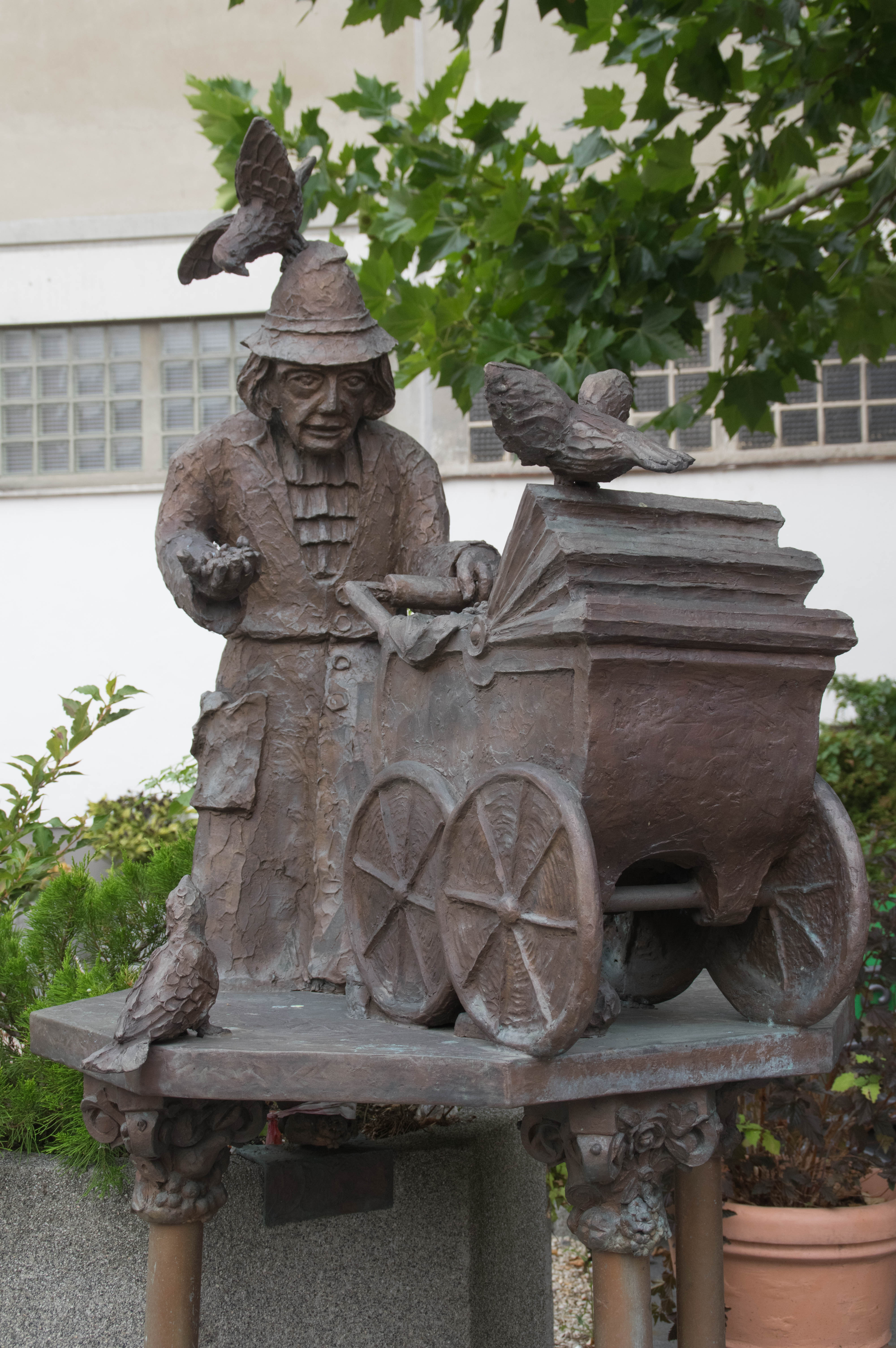
Brunnenfigur der „Taubenmarie“ (Augsburger Original Maria Schumann)

1951 wurde der Marktbrunnen mit seinen Bronzefiguren am Osteingang der Fleischhalle (Marktbrunnenplatz) vom Augsburger Bildhauer Joseph Lappe geschaffen.
Im Jahre 2005 konnte der Augsburger Stadtmarkt in verschiedenen Feierlichkeiten sein 75-jähriges Bestehen feiern. Zu diesem Anlass wurde auch dem 1957 verstorbenen Augsburger Original Maria Schuhmann (bekannt als die „Taubenmarie“) ein Denkmal in Form eines Brunnens gesetzt. Dieser wurde von dem Augsburger Künstler Werner Schwendner gestaltet und befand sich bis zum Beginn der Sanierungsmaßnahmen in der Fischgasse. Er wird zunächst provisorisch und nach der Umgestaltung des Bauernmarktgeländes dort endgültig seinen Platz finden.

### Renovierung
Die Erneuerung der wichtigsten Versorgungsleitungen im Stadtmarkt und der Bau neuer Gemüsestände wurde 2006 abgeschlossen. Die für 2007 vorgesehene Oberflächenerneuerung auf dem Bauernmarkt wurde wegen der Überlegungen für eine dort mögliche Tiefgarage zurückgestellt. Die Sanierung wird mit folgenden Maßnahmen weitergeführt:
- 2007 – Vorbereitende Leitungserneuerungen und Planung der Baumaßnahmen 2008
- 2008 – Renovierung der Bäckergasse, Neugestaltung des Marktbrunnenplatzes (Eingangsbereich Annastr.) mit neuen Marktständen.
- 2009 – Erneuerung der Gebäudezeile nördl.des Bauernmarktes mit 2 Gastronomiebetrieben u. behindertengerechter Toilettenanlage
- 2010 – Erneuerung der Entsorgungsanlage und des Eingangsbereichs zum Ernst-Reuter-Platz und Umgestaltung des Bauernmarktgeländes mit neuen Blumenständen.
- 2016 – Für 150.000 Euro wurde die Fleischhalle modernisiert. Neben einer neuen Beleuchtung und neuer Wandfarbe, wurde eine einheitliche Bestuhlung installiert.[1]

Die Gesamtausgaben für die Sanierung des Stadtmarktes sind zunächst bis Ende 2009 mit 7,5 Millionen Euro kalkuliert.